# Minehead (stacja kolejowa)
 Minehead – stacja kolejowa w miejscowości Minehead w hrabstwie Somerset w Wielkiej Brytanii. Obecnie stacja końcowa zabytkowej kolei West Somerset Railway. Na stacji znajdują się biura zarządu kolei oraz kawiarnia "Turntable".